# Andabata

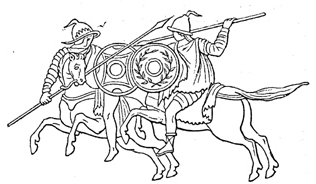
Walka gladiatorów-andabatów

Andabata (andabates) (od gr. ἀναβάτης anabatès) – konny gladiator walczący ślepo w hełmie pozbawionym otworów na oczy.
Ta kategoria gladiatorów popularna była za czasów Cycerona.